# Granulapoderus rugicollis
Granulapoderus rugicollis es una especie de coleóptero de la familia Attelabidae.

## Distribución geográfica
Habita en la India y en China y Birmania.